# Volkshochschule Zürich
Die Volkshochschule Zürich (VHSZH) ist eine der grössten Volkshochschulen der Schweiz. Ihren Lehrbetrieb führt sie seit 1920.

## Haus Bärengasse 20
Der Sitz der VHSZH ist das sogenannte Haus zur Weltkugel in der Bärengasse 20 im Zürcher Altstadt-Quartier. Das Gebäude, das ursprünglich aus dem 17. Jahrhundert stammt, liegt unweit des Schanzengrabens gegenüber des Basteiplatzes. Es wurde 1972 an seinen heutigen Standort verschoben und diente bis 2015 als Wohnmuseum (Museum Bärengasse). Vor seiner Nutzung als Sitz der Volkshochschule wurde es in den Jahren 2014 bis 2015 saniert.

## Struktur und Programm
Die Volkshochschule Zürich kooperiert mit der Universität Zürich, der ETH Zürich und dem Kunsthaus Zürich. Im Winter- und Sommersemester 2022/23 bot sie gesamthaft 896 Kurse an, die von 12'469 Teilnehmern besucht wurden. 2024 hatte die VHSZH 249 Lehrkräfte.
Die Programmschwerpunkte umfassen kulturelle, gesellschaftliche, politische und humanistische Allgemeinbildung auf universitärem Niveau sowie Fremdsprachen, Gestaltung, Bewegung und Persönlichkeitsentwicklung. Die VHSZH richtet sich mit ihrem vielfältigen Angebot an Kursen, Workshops, Lehrgängen, Ringvorlesungen und Studienreisen an alle Erwachsenen ab 16 Jahren.
Die VHSZH ist eine gemeinnützige Aktiengesellschaft mit Sitz in Zürich. Ihre einzige Aktionärin ist die Stiftung Volkshochschule des Kantons Zürich, der auch die Urania-Sternwarte Zürich als Bildungseinrichtung gehört.

## Geschichte
Die Gründung der Volkshochschule Zürich erfolgte 1920; im selben Jahr begann sie ihren Vorlesungsbetrieb. Massgeblichen Anteil an der Gründung hatte der Botaniker Carl Schroeter, der von 1920 bis 1922 ihr erster Präsident wurde. Ihm folgte von 1922 bis 1926 Martin Rikli als Leiter der Schule.